# Chigiriki

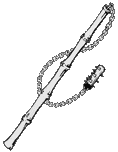
Un chigiriki

Il Chigiriki o Chigirichi è un'arma giapponese costituita da un bastone della lunghezza di circa 60 centimetri, munito di una catena della stessa lunghezza montata ad un'estremità; tale catena termina con una palla o cilindro di legno chiodato.
È simile al mazzafrusto della tradizione occidentale.